# Orchan
Orchan, także Orhan lub Urchan (ur. 1281, zm. w 1362 – drugi władca Imperium Osmańskiego z dynastii Osmanów panujący w latach ok. 1324/1326 – 1362. Syn i następca Osmana I. Władzę po nim objął jego syn Murad I.
W trakcie swojego panowania rozszerzył terytorium swojego państwa, w znacznej części korzystając z konfliktów o władzę w Cesarstwie Bizantyjskim. Na zachodzie zdobyte zostały tereny przy Dardanelach oraz półwysep Gallipoli, będący pierwszą zdobyczą osmańską w Europie. Na północy terytoria graniczyły z Konstantynopolem a na wschodzie dosięgły Ankary.

## Życiorys
Orchan został urodzony w roku 1281. Jego ojcem był założyciel dynastii osmańskiej Osman I a matką według tradycji Malhun. Imię Malhun może być zniekształconą wersją Malhatun córki Ömer Beja występującej jako świadek w dokumencie powierniczym Orchana.
Około roku 1324/1326 przejął władzę w Imperium Osmańskim po swoim ojcu Osmanie I. Według tradycji wywodzącej się z XV nastąpiło to jeszcze w trakcie życia jego ojca. Według innego tradycyjnego źródła Ali Pasza, brat Orchana, zrzekł się władzy i poszedł w kierunku życia kontemplacyjnego (Jest to jednak uważane za legendę mającą dać model wzorowego przekazania władzy w obliczu późniejszych krwawych sytuacji).. Po śmierci swojego ojca Osmana przyjął tytuł emira.

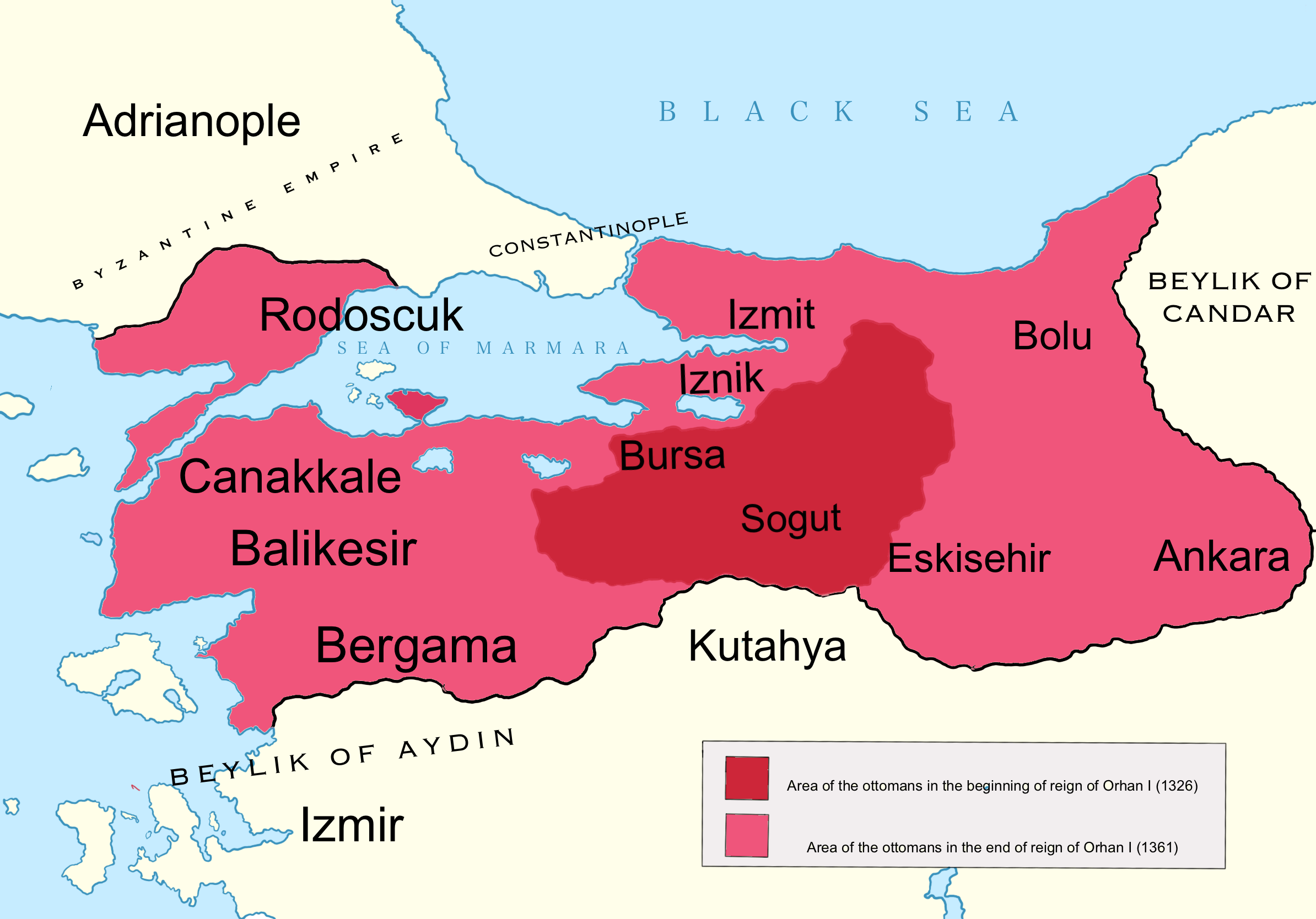
Władztwo osmańskie w latach panowania Orhana I (1326-1361)

## Podboje

### Zdobycze na Imperium Bizantyjskim w Zachodniej Anatolii
Orchan kontynuował rozpoczęty przez Osmana I podbój ziem Azji Mniejszej kierując się na zachód. W zdobytej głodem w 1326 roku Bursie, niegdyś bizantyńskim mieście, ustanowił stolicę państwa osmańskiego. W 1327 zdobyte zostało bizantyjskie miasto Lopadion (obecnie Uluabat) którego fortyfikacje zniszczyło trzęsienie ziemi. Po tych wydarzeniach cesarz Andronik III poprowadził armię do Bitynii, ale zawrócił po 2 dniach drogi od Konstantynopola gdy w bitwie pod Pelekanon jego pochód zatrzymał Orchan. Bizancjum utraciło w ten sposób połączenie lądowe z Bitynią co wpłynie na upadek pozostałych tam miast bizantyjskich. W 1331 roku Orchan zdobył Niceę, a w 1337 roku Nikomedię. W wyniku tych podbojów tereny Bizancjum w Azji na wschód od Konstantynopola zostały ograniczone do 10 kilometrów kwadratowych. W roku 1338 Osman zdobył Üsküdar znajdujący się naprzeciwko Konstantynopola po drugiej stronie cieśniny Bosfor. Bizancjum zachowało jednak pas wybrzeża biegnący od Şile do Üsküdaru.

### Emirat Karesi
W latach 1345-1346 Orchan przyłączył do swojego terytorium emirat Karesi, dokonał tego wykorzystując tamtejsze spory o władzę i poprzez wchodzenie w przymierza z kolejnymi frakcjami, w zamian za wsparcie egzekwował lenna jako wynagrodzenie. Uzyskane terytoria znajdujące się przy Dardanelach dawały możliwość przeprawy morskiej z Azji do Europy.

### Zdobycze na Półwyspie Bałkańskim
W 1346 syn Orchana Sulejman Pasza w trakcie udzielania pomocy cesarzowi bizantyjskiemu Janowi VI Kantakuzenowi w rywalizacji z Janem V Paleologiem po raz pierwszy udał się na tereny europejskie. Dowodząc 5500 wojownikami zajął tereny Anny Sabaudzkiej (matki Jana V) w Tracji znajdujące się na północ od Konstantynopola, u wybrzeży Morza Czarnego. W 1347 roku Kantakuzen wkroczył do Konstantynopola i ogłosił się cesarzem, z Janem V jako współrządzącym.
W 1352 w trakcie wojny Jana V z Mateuszem Kantakuzenem (synem Jana VI), Orchan wezwany na pomoc przez Jana VI wsparł wojskowo Kantakuzena. Sulejman wylądował na przylądku Gallipoli i otrzymał od Orchana pierwszą twierdzę na półwyspie Gallipoli, Tzympe. Już rok później, w 1353 Tzympe zaczęła być wykorzystywana jako baza wypadowa do grabieży wsi na terenie Tracji. W marcu 1354 nastąpiło trzęsienie ziemi które zniszczyło mury miast nad Dardanelami w tym Gallipoli, wykorzystał to Sulejman zajmując Gallipoli, do którego sprowadzono tureckich osadników z Anatolii.
W 1354 Jan VI Kantakuzen abdykował, Jan V został cesarzem, Orchan nie był związany z nim więzami rodzinnymi (mimo starań Jana V) i w wyniku tych wydarzeń nie był już zmuszony do oddania zdobyczy europejskich cesarzowi. Przez jakiś czas jeszcze popierał Mateusza Kantakuzena a jego ludzie podbili większą część wschodniej Tracji. Jan V w 1356 roku uznał formalnie zdobycze Orchana na ziemiach europejskich w zamian za gwarancję swobodnego tranzytu żywności i towarów do Konstantynopola. Sulejman pozajmował szereg miejscowości w tym w 1357 Tekirdağ (Rodosto) i Çorlu. W działaniach tych Osmanów wspierała Genua z którą w roku 1354 zawarte zostało przymierze, Genua miała na celu przełamanie dominacji Wenecji w handlu z Bizancjum. W 1359 (lub 1361, data jest niepewna) Orchan zajął Dimetokę otwierając perspektywy podboju Salonik. Orhan prowadził politykę zachęcającą tureckich nomadów do osiedlania się w podbitej Tracji w celu turcyzacji tych ziem. Od tych wydarzeń rozpoczęła się ekspansja turecka na Bałkany skutecznie kontynuowana przez Murada I. 

### Pozostałe zdobycze
W 1356 Sulejman Pasza zajął Ankarę.

## Reformy

### Wojskowe
Około 1330 roku Orchan dokonał licznych reform wojskowych – wcześniejsze oddziały ghazich zostały przekształcone w akindżi, lekką jazdę składającą się z turkmeńskich osadników osiedlanych na terenach przygranicznych. Będąc jednostkami pierwszego rzutu mieli za zadanie działanie przed główną armią, wykonywać uderzenia przygotowawcze i plądrować teren.
W ramach reformy armii utworzył pierwsze formacje którym wypłacano regularny żołd. Utworzona została piechota yaya oraz kawaleria müsellem (która z czasem przekształciła się w nieskuteczną pieszą milicję). Oddziały te składały się zarówno z muzułmanów jak i chrześcijan.
Część źródeł (w tym te najbardziej tradycyjne) przypisuje mu utworzenie jednostki janczarów około roku 1330(inne źródła sugerują drugą połowę XIV wieku prawdopodobnie w czasie rządów Murada I), według Davida Nicolle od 1338 roku Orchan posiadał korpus zawodowych gwardzistów którzy nie byli jeszcze janczarami.

### Administracyjne
Kroniki wskazują że podatek od jeńców wojennych wynoszący 20% został wprowadzony za Murada I jednak uznaje się za rzecz możliwą że już w trakcie panowania Orchana albo Osmana I był on w działaniu.
Do czasów rządów Orchana w obiegu były monety seldżuckie i bizantyjskie. W trakcie jego rządów zaczęto bić własną drobną srebrną monetę akcze (asper). Orchan budował meczety oraz instytucje religijne co przesądziło o islamskim charakterze państwa. Pierwsza osmańska medresa została założona w czasie jego rządów w 1331 roku w Izniku. 
Zapisy Ibn Battuty z 1333 wskazują na aktywny tryb życia Orchana który "posiadał niemal 100 twierdz i stale je odwiedzał".

## Śmierć
Zmarł w 1362 roku i został pochowany w Bursie gdzie znajdują się też groby jego ojca Osmana I i syna Murada I. Prawdopodobnie po jego śmierci doszło do wojny domowej. Władzę ostatecznie przejął po nim jego syn Murad, który doprowadził do śmierci wszystkich swoich braci.

## Rodzina

### Związki
W 1346 Orchan pojął za żonę Teodorę Kantakuzen, córkę cesarza bizantyjskiego Jana VI Kantakuzena. Według kroniki bizantyjskiej obiecał w zamian że "będzie dla niego jak syn" oraz odda swoją armię pod rozkazy Kantakuzena. Orchan pomógł cesarzowi w walce o tron oraz w walkach przeciwko Serbom.
Nilüfer ("lilia wodna, nenufar") urodziła Orchanowi syna i następcę Murada. Według tradycji uznawana była raczej za żonę niż niewolnicę Orchana (mimo tego że jej imię sugeruje niewolnicę). Tradycja uznaje ją za córkę greckiego władcy miejscowości Yarhisar którą Osman pojmał i dał Orchanowi za narzeczoną.

### Dzieci
- Murad I - Syn Nilüfer i następca Orchana, trzeci władca z dynastii Osmanów. Władzę przejął po prawdopodobnej wojnie domowej, doprowadził do śmierci wszystkich swoich braci[26]. Zmarł w 1389 w trakcie bitwy na Kosowym Polu[27].
- Sulejman Pasza - Najstarszy syn, dowódca wojskowy. Zmarł w 1357, w trakcie życia swojego ojca[14].
- Halil(inne języki) - W 1357 był namiestnikiem ziemi nad zatoką Izmit[14].

### Bracia
Dokument z 1324 wymienia 4 braci i siostrę.
- Ali Pasza(inne języki) - Według tradycji dobrowolnie zrzekł się władzy na rzecz Orchana. Colin Imber twierdzi że Orchan jednak nigdy nie miał brata o imieniu Ali Pasza[29].
- Pazarlu - Według kroniki Jana Kantakuzena dowodził w bitwie pod Pelekanon (1329)[14].